# 4590 Dimashchegolev
4590 Dimashchegolev је астероид главног астероидног појаса са средњом удаљеношћу од Сунца која износи 2,371 астрономских јединица (АЈ).
Апсолутна магнитуда астероида је 13,1.